# Lupinus aschenbornii
Lupinus aschenbornii là một loài thực vật có hoa trong họ Đậu. Loài này được S.Schauer miêu tả khoa học đầu tiên.